# Вдаване божевілля

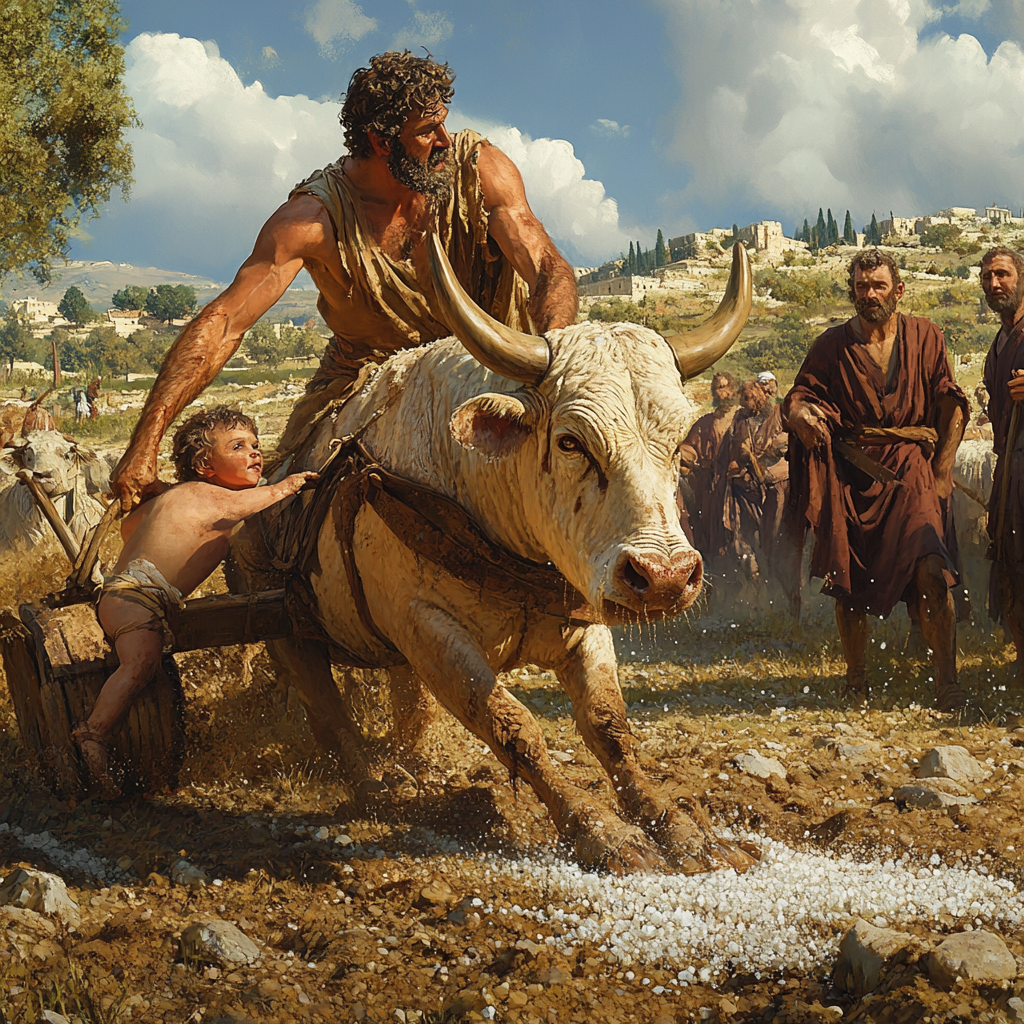
Одісей симулює божевілля

Вдаване божевілля (також удаване безумство, симульоване безумство, фугітивність) — навмисне імітування психічних розладів або нестандартної поведінки з певною метою: уникнення небезпеки, ошукування інших, критики соціальних норм, або як стратегія вирішення конфліктів. Феномен функціонує на перетині психології, юриспруденції, культурології, антропології та інших галузей знання.

## Визначення та загальна характеристика
З психологічної точки зору, вдаване божевілля кваліфікується як форма поведінкової симуляції, коли суб'єкт свідомо демонструє невластиві йому симптоми психічного розладу або нестандартну поведінку для досягнення інструментальних цілей. Важливими характеристиками є: 1) усвідомленість дій; 2) зовнішня мотивація; 3) наявність певної мети.
У медичному контексті удаване божевілля співвідноситься з терміном "малінгеринг" (від англ. malingering) — симуляція хвороби з метою отримання вторинної вигоди, хоча концептуально є ширшим поняттям, що охоплює культурні, соціальні та історичні аспекти.

## Історичний контекст
Феномен удаваного божевілля зафіксований у численних історичних документах та літературних джерелах різних епох і культур:
- У Старому Завіті описано, як Давид прикинувся божевільним перед царем Ахішем, дряпаючи двері і пускаючи слину по бороді, щоб уникнути небезпеки [3].
- У давньогрецькій міфології Одіссей імітував безумство (орав берег морський і сіяв сіль), намагаючись уникнути призову на Троянську війну[4].
- У китайській історії Сюнь-цзи, за переказами, удавано збожеволів у пізньому віці, щоб уникнути розправи в аморальному оточенні[5].
- У давньоримських джерелах згадується Луцій Юній Брут, який удавав з себе недоумкуватого, щоб вижити за правління тирана Тарквінія[6].

## Міждисциплінарні дослідження

### Психологія та психіатрія
У клінічній психології та психіатрії вдаване божевілля розглядається переважно як малінгеринг — свідома симуляція симптомів психічної хвороби. Емпіричні дослідження демонструють, що симуляція психічних розладів трапляється приблизно у 2–3,5% випадків судово-психіатричних експертиз правопорушників, причому у жінок спостерігається вдвічі рідше, ніж у чоловіків .
Психологічна діагностика використовує для виявлення удаваного божевілля:
- Структуровані інтерв'ю (наприклад, SIRS — Структуроване інтерв'ю про заявлені симптоми)
- Психометричні методики (шкали нещирості в опитувальнику MMPI-2)
- Спеціалізовані тести (M-FAST та інші)

Психологи відзначають, що симулянти зазвичай демонструють карикатурні, перебільшені симптоми, які рідко спостерігаються при справжніх психічних розладах .

### Юриспруденція та кримінологія
У правових науках удаване божевілля розглядається насамперед у контексті інституту осудності/неосудності. Основні мотиви симуляції психічних розладів у правовому полі:
- Уникнення кримінальної відповідальності
- Затягування слідства або судового процесу
- Отримання більш м'яких умов утримання
- Направлення на примусове лікування замість ув'язнення [9]

Історичні дослідження показують, що у XIX столітті у Великій Британії та США в'язні нерідко симулювали психічні розлади для переведення з суворих тюрем до психіатричних лікарень .

### Літературознавство та культурологія
У літературі та мистецтві удаване божевілля функціонує як потужний художній прийом:
- Шекспірівський Гамлет прикидається божевільним, щоб приховати свої плани помсти та вільніше діяти при дворі [11].
- В іспанській комедії Лопе де Веги "Безумство у Валенсії" (кінець XVI ст.) головний герой удає божевілля, щоб сховатися в лікарні від переслідування [12].
- Образи блазнів та юродивих у світовій літературі часто балансують на межі удаваного та справжнього безумства, використовуючи цей статус для соціальної критики.

Компаративний аналіз літературознавців демонструє, що удаване божевілля частіше з'являється у комедійних жанрах, але в трагедіях виконує більш глибоку структурну функцію .

### Релігієзнавство та філософія
У релігійних традиціях удаване божевілля іноді набувало форми духовної практики:
- У православній традиції існував феномен "юродства" — святі удавали з себе божевільних заради Христа, щоб уникнути гордині та мати можливість критикувати можновладців  [14].
- Сирійський монах Єфрем Сирін (IV ст.) прикинувся божевільним і п'яницею, щоб уникнути сану єпископа, який вважав себе негідним прийняти[15].
- У буддизмі та даосизмі деякі майстри використовували "контрольоване безумство" як метод духовного навчання.

Філософи-постмодерністи, зокрема Жан Бодрійяр, розглядали симуляцію (у тому числі безумства) як руйнування межі між реальним та вигаданим: "Хто прикидається хворим, просто лежить у ліжку, а хто симулює хворобу, продукує в собі певні симптоми" .

### Військова стратегія та політика
У військовій та політичній сферах удаване божевілля використовується як тактичний прийом:
- Давньокитайський трактат "36 стратагем" містить пораду: "Прикинься божевільним, але тримай меч напоготові" — тобто імітування безумства для введення противника в оману [17].
- "Теорія божевільного" у сучасній геополітиці описує тактику, коли лідер навмисно культивує образ непередбачуваного, ірраціонального діяча (випадок Річарда Ніксона під час В'єтнамської війни) [18].

## Сучасні дослідження та практичне застосування

### Виявлення симуляції
Сучасна психологія та психіатрія розробляють методи виявлення удаваного божевілля:
- Когнітивне навантаження під час допиту (збільшення ментальних зусиль ускладнює підтримку неправдивої поведінки)
- Аналіз невербальних проявів (мікроекспресій, патернів руху)
- Нейровізуалізація при відповідях на емоційно значущі стимули [19]

### Позитивні аспекти в психологічній практиці
Теоретико-методологічний аналіз демонструє, що елементи контрольованого "удаваного безумства" можуть мати терапевтичну цінність:
- У провокативній терапії (за Фарреллі[20]) терапевт навмисно поводиться парадоксально, щоб викликати емоційну реакцію клієнта.
- Техніка "атаки сорому" Альберта Елліса вимагає від клієнта виконати публічно щось "безумне" для подолання соціальної тривожності [21].
- Клоун-терапія використовує елементи "контрольованого безумства" для зниження стресу та болю в пацієнтів [22].

## Типологія удаваного божевілля
На основі мотивації суб'єкта можна виділити кілька типів удаваного божевілля:
1. Захисний тип — для захисту від реальної або уявної загрози (Давид перед царем Ахішем).
2. Стратегічний тип — для досягнення певної цілі (отримання преференцій, уникнення відповідальності).
3. Критичний тип — для безпечного викриття соціальних пороків (юродиві, блазні).
4. Терапевтичний тип — як метод зцілення або особистісного росту.
5. Мистецький тип — як художній прийом або перформанс.

## Когнітивні та нейропсихологічні аспекти
Сучасні дослідження в галузі когнітивної психології та нейронаук вказують на важливі особливості процесу удаваного божевілля:
- Удаване божевілля вимагає значних когнітивних ресурсів для підтримки несправжньої поведінки та моніторингу реакцій оточення
- Симуляція психопатологічних симптомів активує префронтальну кору та лімбічну систему інакше, ніж при справжніх розладах
- Тривала симуляція може призводити до часткової інтерналізації симптомів — феномен, що потребує додаткового дослідження

## Антропологічний та крос-культурний аналіз
Антропологічні дослідження вказують на універсальність явища удаваного божевілля, хоча його сприйняття та інтерпретація можуть суттєво відрізнятися в різних культурах:
- У традиційних суспільствах Африки поведінка, що нагадує удаване божевілля, часто інтерпретується через призму магічних вірувань або одержимості духами
- У східних культурах (особливо Японії та Кореї) удаване божевілля іноді використовується як стратегія "збереження обличчя" в ситуаціях потенційного соціального приниження
- Західні індивідуалістичні суспільства частіше розглядають удаване божевілля в контексті маніпуляції або стратегічного обману

Хоча вдаване божевілля є універсальним явищем, спеціалізованих монографій чи дисертацій, присвячених виключно йому як міждисциплінарному феномену, відносно небагато. Часто ця тема розглядається як аспект ширших досліджень: малінгерінгу в психіатрії та праві, мотиву божевілля в літературі, феномену юродства в релігієзнавстві, або теорії ігор та стратегії в політології. Однією з причин може бути складність дослідження через навмисне приховування правди симулянтами та розмитість межі між реальною патологією, грою та симуляцією.